# No Colours Records
No Colours Records este o casă de discuri germană din Mügeln specializată în black metal.

## Istoric
Steffen Zopf a înființat casa de discuri No Colors Records în 1993 pentru a comercializa albume de black metal și merchandise. Printre primele sale materiale lansate se numără primul album al formației Dimmu Borgir - For all tid - și majoritatea albumelor Graveland după plecarea acestora de la Lethal Records. În 1996, casa de discuri a lansat atât albumul de debut al formației germane Absurd⁠(d) , cât și cel al formației Falkenbach⁠(d). Extended play-ul Asgardsrei a fost finanțat de Zopf, dar a fost lansat sub numele de „IG Farben Production”.
No Colors Records lansează cu precădere albume de black metal, însă comercializează și alte genuri extreme precum thrash și death metal. Majoritatea albumelor sunt lansate sub formă de CD-uri și viniluri. De asemenea, casa de discuri vinde merchandising.
Cele mai cunoscute formații ale casei de discuri sunt Inquisition⁠(d), Graveland și Nargaroth⁠(d).  No Colors a lansat o mare parte dintre albumele formațiilor Lord Wind și Infernum⁠(d), ambele proiecte fondate de Robert Fudali, solistul Graveland. Pe lângă formații neonaziste precum Thor's Hammer din Polonia, casa de discuri a semnat și multe trupe apolitice precum Wigrid⁠(d) și Suicidal Winds.
În 1999, Nargaroth, o altă formație controversată de black metal, a încheiat un contract cu casa de discuri. Pe 6 octombrie 1999, un raid al poliției germane a avut loc la casele de discuri No Colors, Christhunt Productions și Darker Than Black.
În 2003, trupa finlandeză de black metal Satanic Warmaster a semnat cu No Colors Records.
În 2004, formația americană/colombiană Inquisition a semnat cu No Colors Records.
Formația de pagan metal/black metal național socialist din Ucraina - Nokturnal Mortum⁠(d) - a încheiat un contract cu NCR în 2005.

### Neonazism
Revistele Rock Hard⁠(d) și Searchlight⁠(d) consideră No Colors Records drept o companie asociată cu scena black metalului național socialist.